# Socialmedicin (musikalbum)
Socialmedicin är ett musikalbum av Doktor Kosmos, utgivet 1995.

## Låtlista
| Nr           | Titel                 | Längd |
| ------------ | --------------------- | ----- |
| 1.           | Blåvita flingor       | 2:44  |
| 2.           | Rymdemannen           | 1:56  |
| 3.           | Halva inne            | 2:11  |
| 4.           | Dom glada rymdemännen | 1:50  |
| 5.           | Kom igen              | 3:29  |
| 6.           | Dagen                 | 5:51  |
| 7.           | Stålis                | 2:44  |
| 8.           | Mayday                | 2:59  |
| 9.           | Doornas sång          | 2:24  |
| 10.          | Doktor knark          | 2:27  |
| 11.          | Seriöst är värdelöst  | 1:54  |
| 12.          | Doktor Kosmos är kung | 1:42  |
| 13.          | Det sociala arvet     | 2:39  |
| 14.          | Göra nåt eget         | 2:44  |
| 15.          | Böghockeyns dag       | 2:28  |
| 16.          | Rymdeman, rymdeman    | 4:20  |
| 17.          | Rymdefärden           | 1:04  |
| Total längd: | Total längd:          | 45:36 |

## Medverkade
- Uje Brandelius (Doktor Kosmos), synthesizer, melody horn och sång.[1]
- Martin Aagård (Stålispojken), gitarr och sång.[1]
- Catti Brandelius (Miss Universum), tamburin, äggskallra och sång.[1]
- Lina Selleby (Twiggy Pop), synthesizer, äggskallra, munspel, ljud och sång.[1]
- Henrik Högberg (Handsome Hank), virveltrumma.[1]